# Konstantin Alekseevič Berezovskij
Konstantin Alekseevič Berezovskij (Ufa, 19 marzo 1924 – Perm', 24 giugno 2016) è stato un regista sovietico.

## Filmografia

### Regista
- Tri s polovinoj dnja iz žizni Ivana Semёnova, vtoroklassnika i vtorogodnika (1966)